# Aufrufanlage

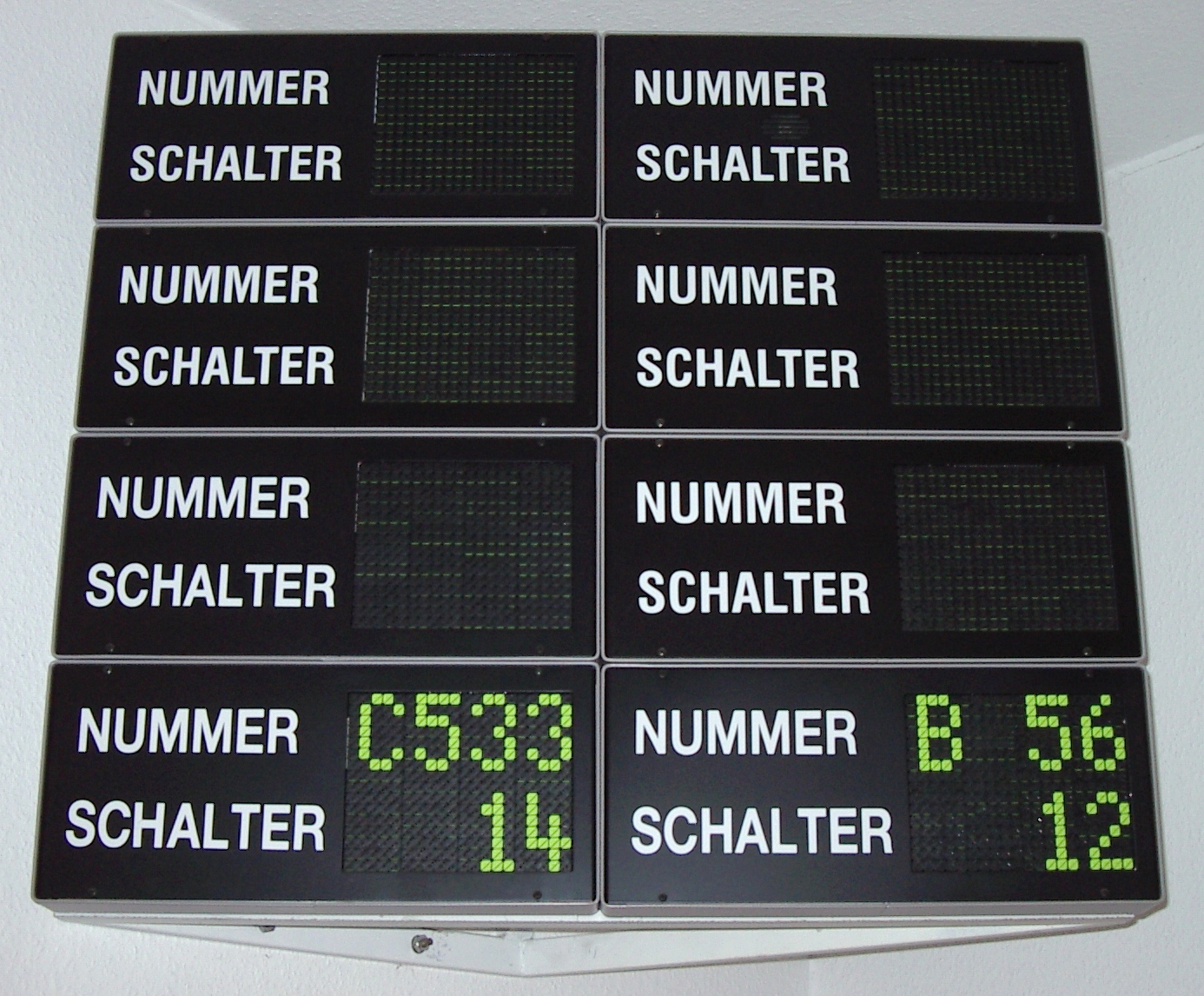
Anzeigefeld einer Aufrufanlage

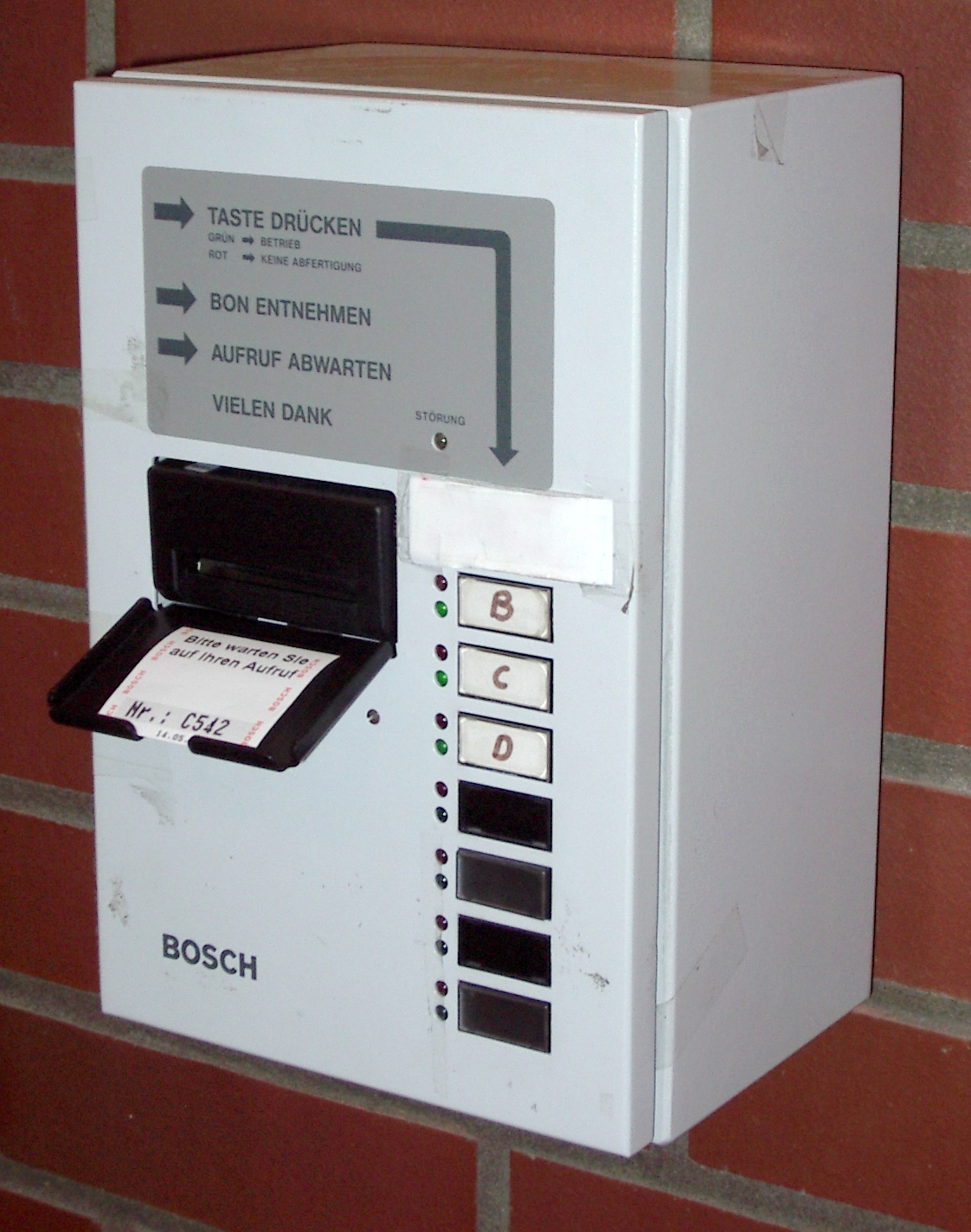
Wartemarkendrucker mit Wartemarke

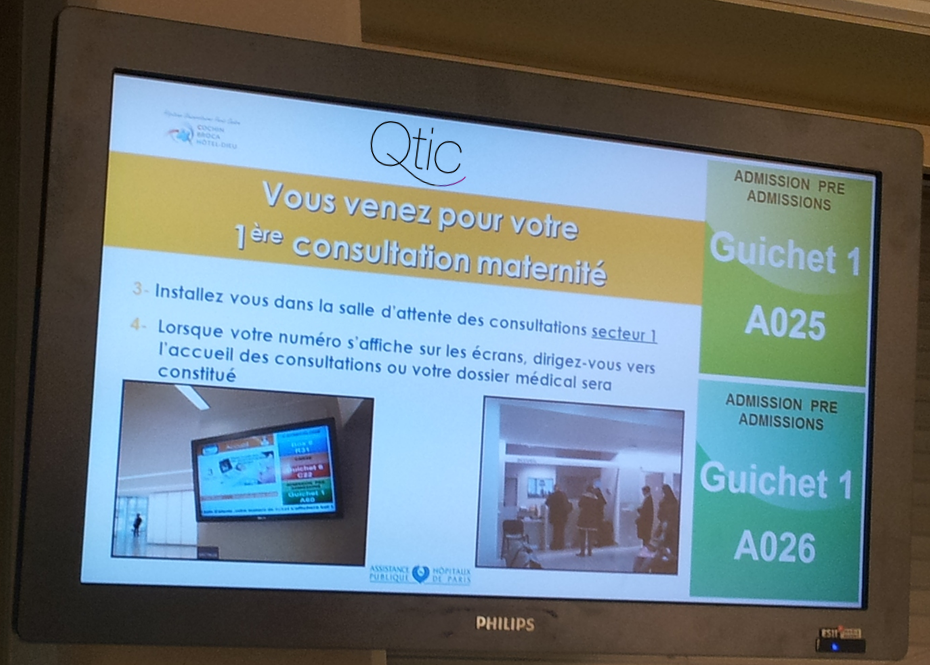
Aufrufanlage Hopital Cochin Paris

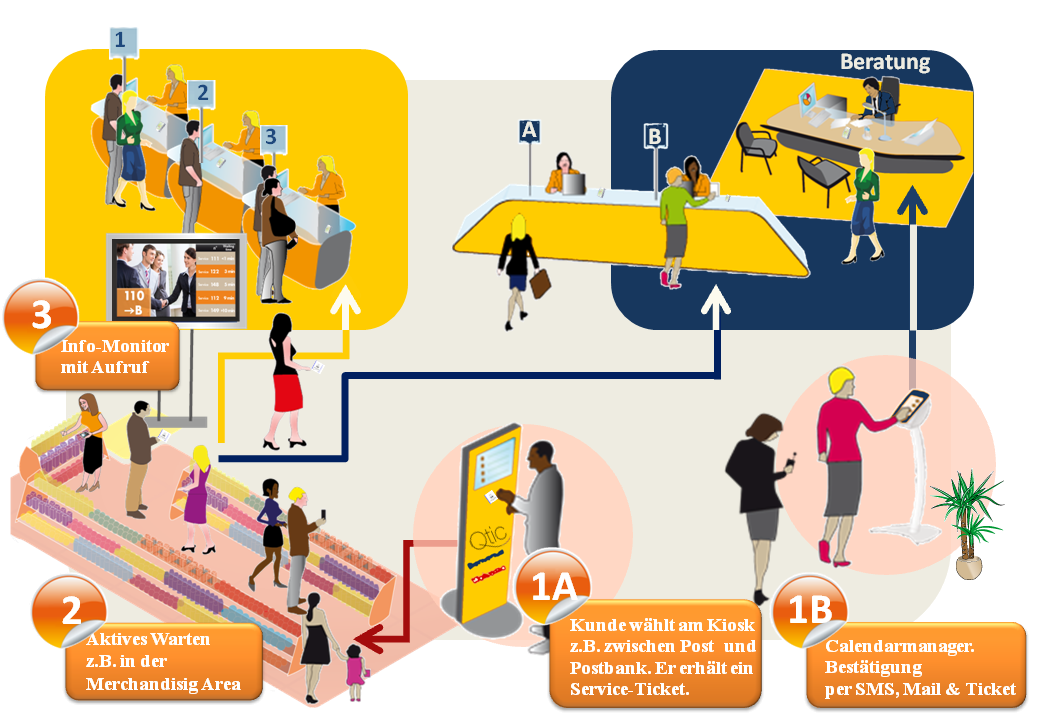
Aufrufsystem mit Ticket und Terminverwaltung

Aufrufanlagen bzw. Warteschlangenmanagementsysteme dienen der Steuerung des Kundenverkehrs in Behörden, Einzelhandelsgeschäften oder bei Dienstleistern. Der Kunde erhält hierbei von einem Automaten oder einer ausgebenden Person eine Wartemarke mit einer fortlaufenden Nummer. Die Nummern werden von der Aufrufanlage verwaltet. Im Hintergrund werden die Nummern den zur Fallbearbeitung freien Mitarbeitern zugeteilt bzw. diese können die nächste Nummer aufrufen. Entsprechend zeigt die Aufrufanlage über Anzeigetafeln, Displays oder durch einen Aufruf durch das Personal, die nächste Nummer an, die an der Reihe ist. Aufrufanlagen sollen so den Besucher- bzw. Kundenstrom steuern und eine gerechte und zügige Zuordnung von Kunden zu Sachbearbeitern, Verkäufern oder Dienstleistern gewährleisten.
Um Spitzen im Besucherandrang entgegenzuwirken, bieten moderne Aufrufanlagen ergänzend eine Terminverwaltung, um den Besucherstrom gleichmäßig auf die Dienstleistungszeiten und Mitarbeiterkapazitäten zu verteilen. Die Aufrufanlage kann dann Spontan- und Terminbesucher zur gleichen Zeit verarbeiten. Eine sinnvolle Online-Erweiterung stellt der Zugriff auf die aktuelle Wartesituation über das Internet dar. Ein solches Online-Wartesystem ermöglicht den Zugriff auf eine Warteliste oder Termine direkt per Browser oder durch entsprechende Apps auch außerhalb des Wartebereichs.

## Variationen der Wartemarken und des Aufrufs
Wartemarken können sich je nach System unterscheiden.
- vorgedruckte Wartemarken, meist mit fortlaufender Nummer[1]
- im Moment der Ausgabe gedruckte Wartemarken[2]
- wiederverwendbare Wartemarken auf Plastikkarten[3]
- digitale Wartemarken auf Smartphones[4]
- Aufruf von Kunden per SMS[5]

## Bedeutung für die Kundenzufriedenheit
Die Kundenzufriedenheit im Zusammenhang mit Warteschlangen wird grundsätzlich durch folgende Faktoren beeinflusst:
- Vorangegangene Erfahrungen in Warteschlangen und die subjektive Wartezeit
- Die Anzahl anderer Kunden im Geschäft
- Wichtigkeit der Zeit für den Kunden
- Verfügbare Ablenkungen[6]

Warteschlangenmanagementsysteme reduzieren durch eine Optimierung der Prozesse zum einen die tatsächliche Wartezeit und verkürzen zum anderen die subjektive Wartezeit. Digitale Aufrufsysteme können Kunden etwa über die prognostizierte Wartezeit informieren und nutzen in diesem Zusammenhang untersuchte psychologische Effekte wie:
- Limitierte Wartezeit wird als kürzer als eine unbestimmte empfunden.
- Erklärte Wartezeit dauert subjektiv kürzer als unerklärte.
- Erfüllte Zeit wirkt kürzer als unerfüllte Zeit. Eine vorab bekannte Wartezeit kann für andere Dinge genutzt werden.
- Gerechte Wartezeit dauert subjektiv kürzer als ungerechte Wartezeit.[8]

## Verbreitung von Aufrufanlagen
Während in vielen Ländern, insbesondere in Skandinavien, Aufrufanlagen auch im Einzelhandel zu finden sind (Wursttheken, Bäcker etc.), wurden sie in Deutschland vornehmlich in Behörden mit größerem Publikumsverkehr eingesetzt. Inzwischen werden die komplexeren Systeme auch im Handel, bei Finanzdienstleistern, im öffentlichen Personentransport sowie im Gesundheitswesen eingesetzt. Oft werden dort, um einfache Anfragen auszufiltern, Personen mit der Ausgabe der Nummern beauftragt. Man bezeichnet diese als Floor- oder Welcome-Manager. Alternativ dazu werden Terminals aufgestellt, die auf Touchscreen-Monitoren eine Auswahl anbieten.
In Brasilien, in weiteren Ländern in Südamerika und einigen Ländern Osteuropas findet man Aufrufanlagen nicht nur bei Behörden, sondern auch bei Banken sowie bei Postfilialen.